# 東金インターチェンジ
東金インターチェンジ（とうがねインターチェンジ）は、千葉県東金市にある千葉東金道路と首都圏中央連絡自動車道（圏央道）のインターチェンジである。また、双方を連絡するジャンクションとして東金ジャンクションを併設している。
千葉東金道路の開通当初は当ICが起・終点であった名残で、千葉東金道路は第一料金所を介して国道126号と直接接続する形状となっているが、首都圏中央連絡自動車道（圏央道）は、第一料金所手前左手の第二料金所から進入する形状となっている。

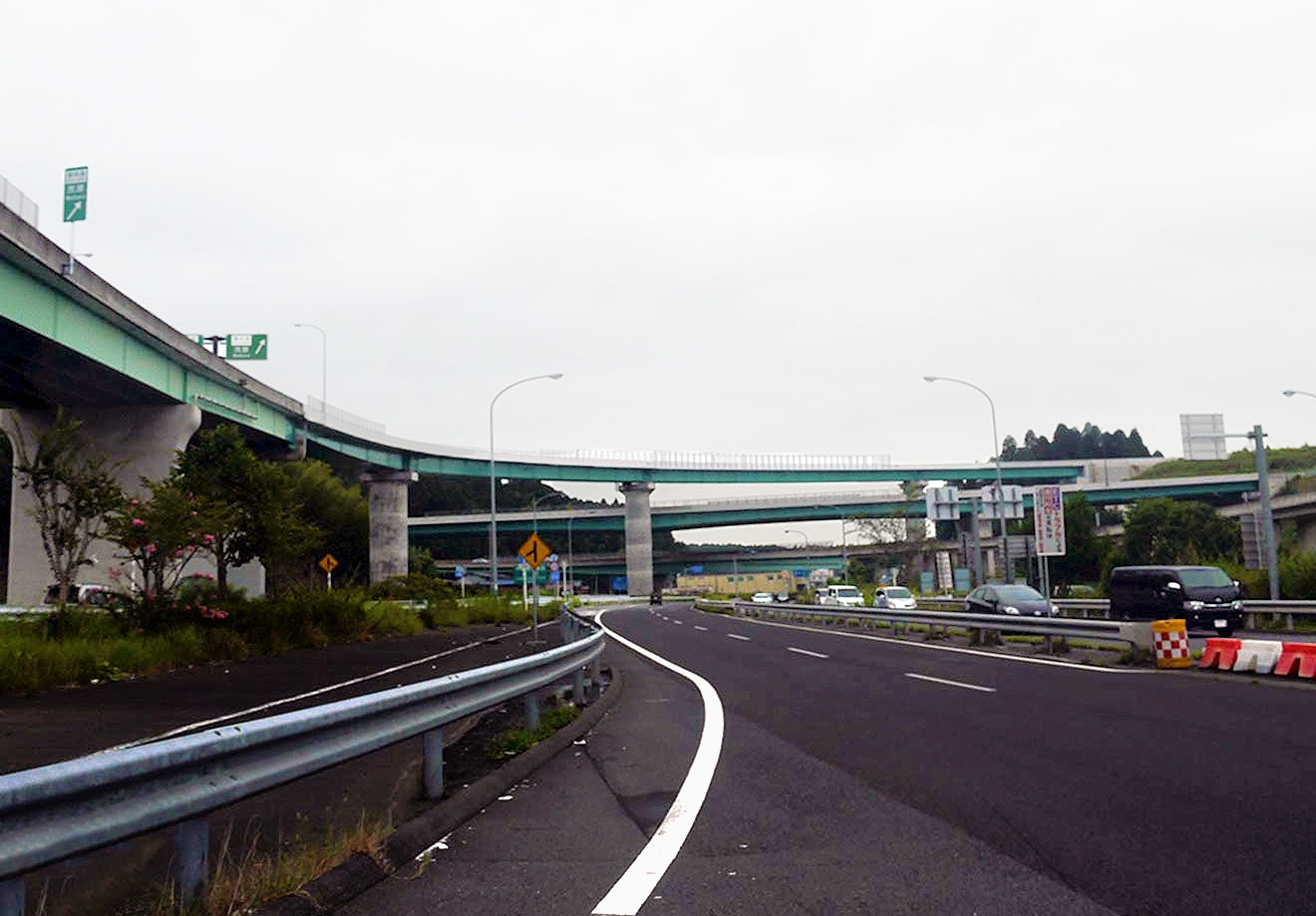
東金ジャンクション（千葉東金道路側）

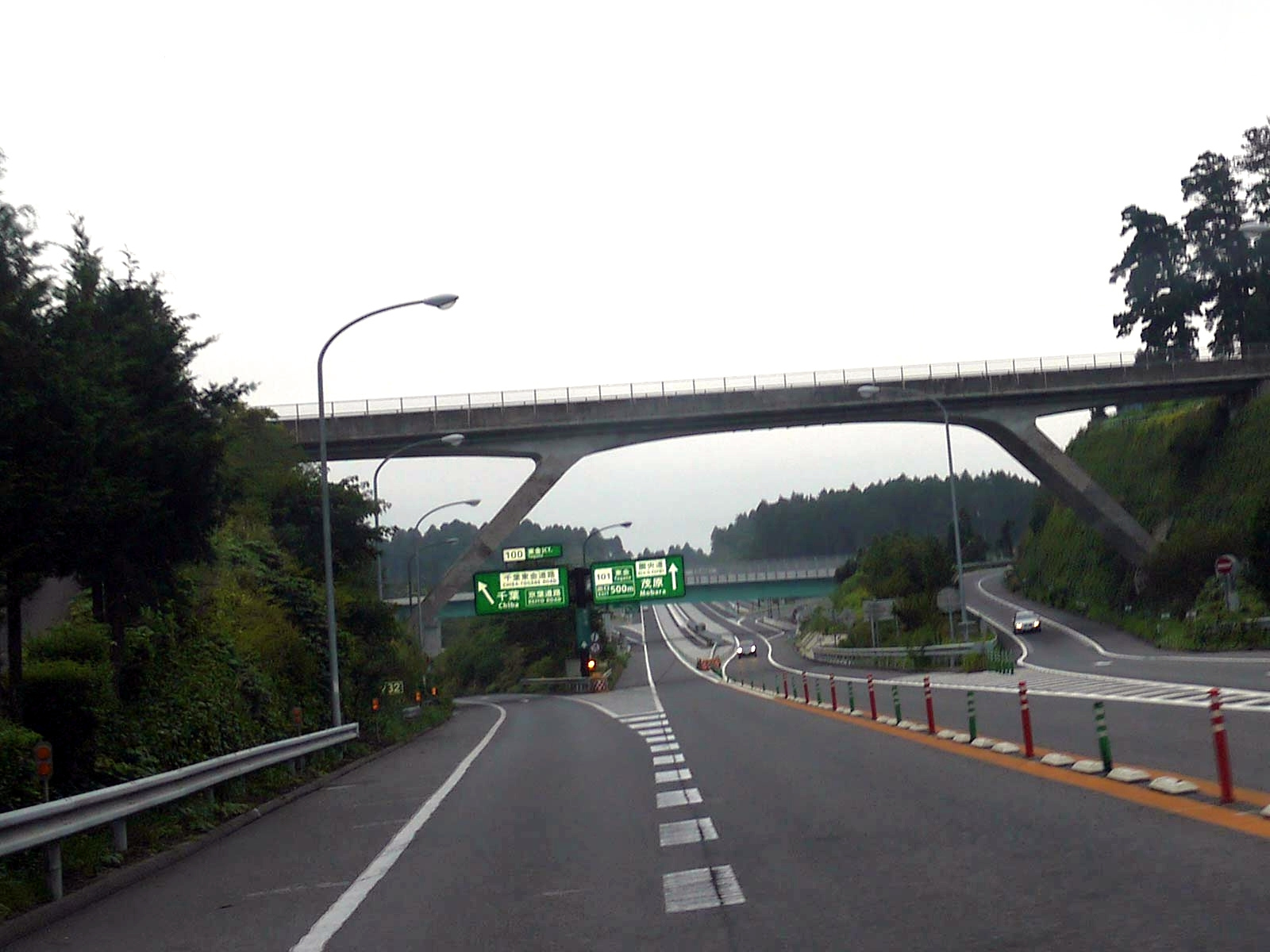
東金ジャンクション（圏央道側）

## 歴史
- 1979年（昭和54年）3月8日：千葉東金道路・千葉東JCT - 東金IC間開通。
- 1998年（平成10年）3月30日：千葉東金道路・東金IC - 松尾横芝IC間開通。
- 2012年（平成24年）12月3日：当ICのジャンクション部の名称が「東金JCT」で正式決定[1]。
- 2013年（平成25年）4月27日：首都圏中央連絡自動車道（圏央道）・東金IC/JCT - 木更津東IC間開通。これに伴い、松尾横芝IC - 東金IC/JCT間を「圏央道」に路線名称を変更[2][3]。

## 周辺
- 八幡神社
- 六所神社
- 東金市立丘山小学校

## 接続する道路
- E82千葉東金道路(5-1番/6番)
- C4首都圏中央連絡自動車道(圏央道)(100番/101番)
- 国道126号

## 隣
E82 千葉東金道路、(東金九十九里有料道路)
(5)山田IC - (5-1)東金JCT/(6)東金IC (- 台方IC)
C4 首都圏中央連絡自動車道
(94)山武成東IC - (100)東金JCT/(101)東金IC - (101-1)大網白里SIC - (102)茂原北IC